# Felegyhazer tuimelaar

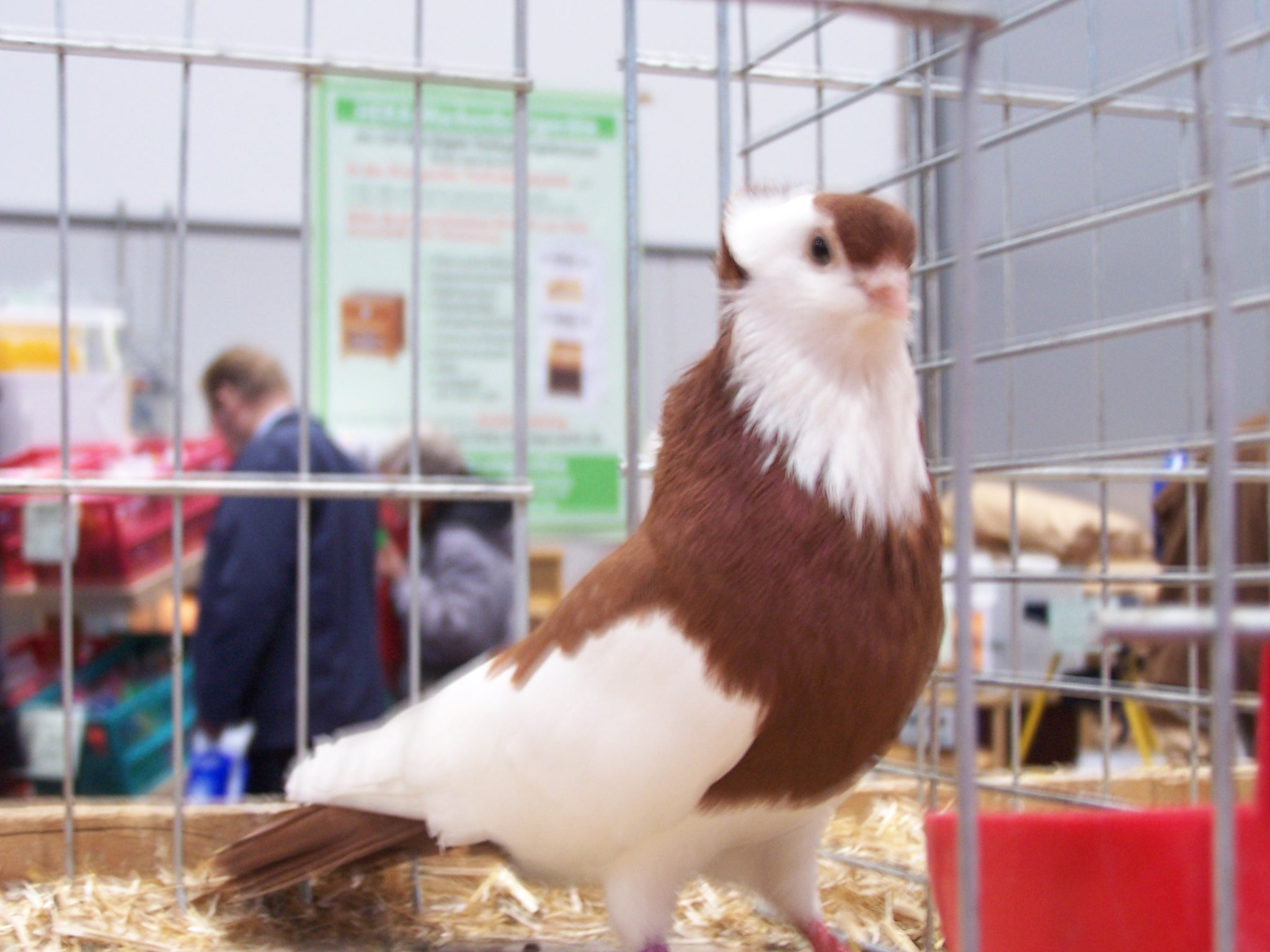
Felegyhazer tuimelaar rood geëksterd

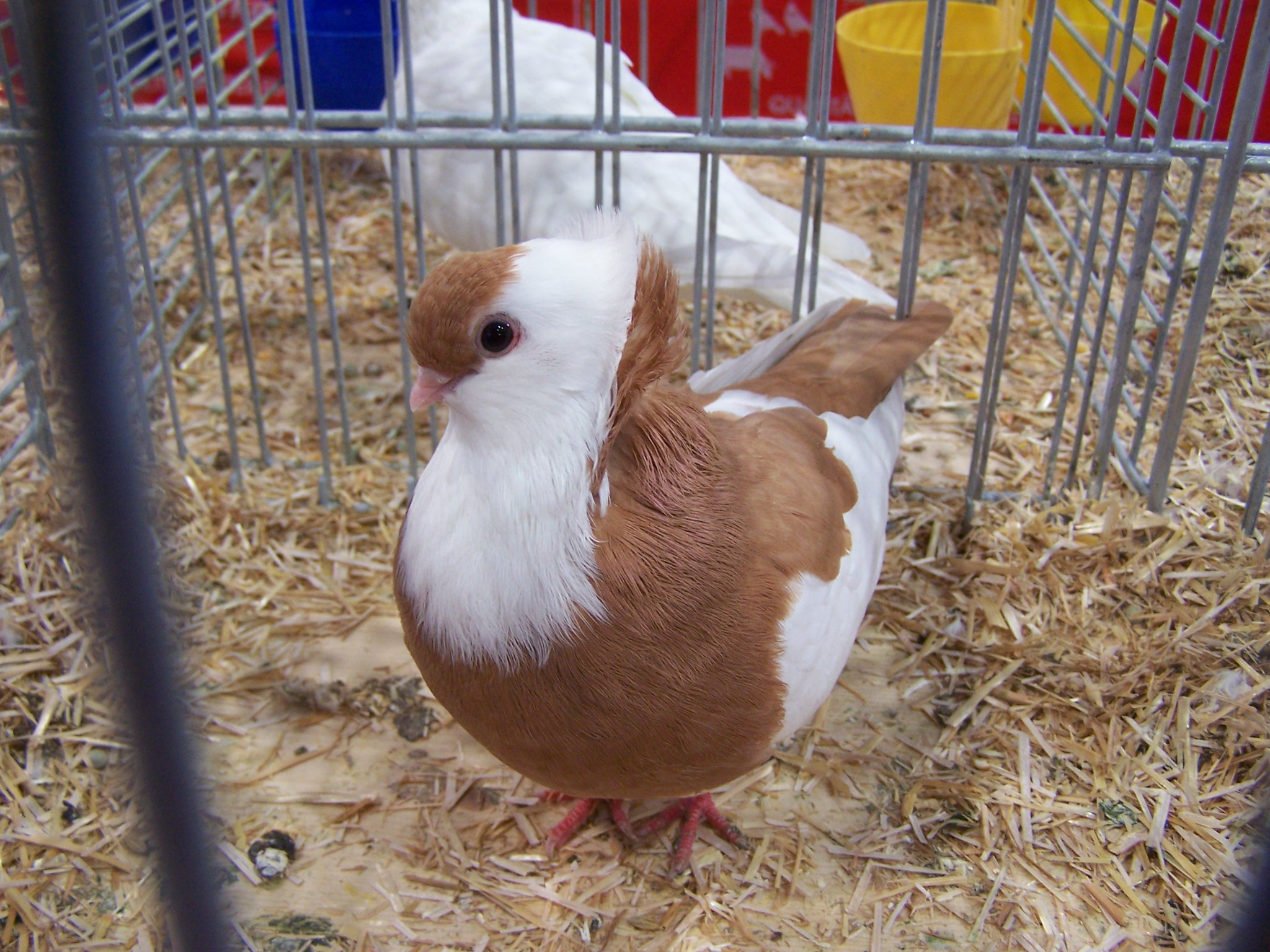
Felegyhazer tuimelaar geel geëksterd

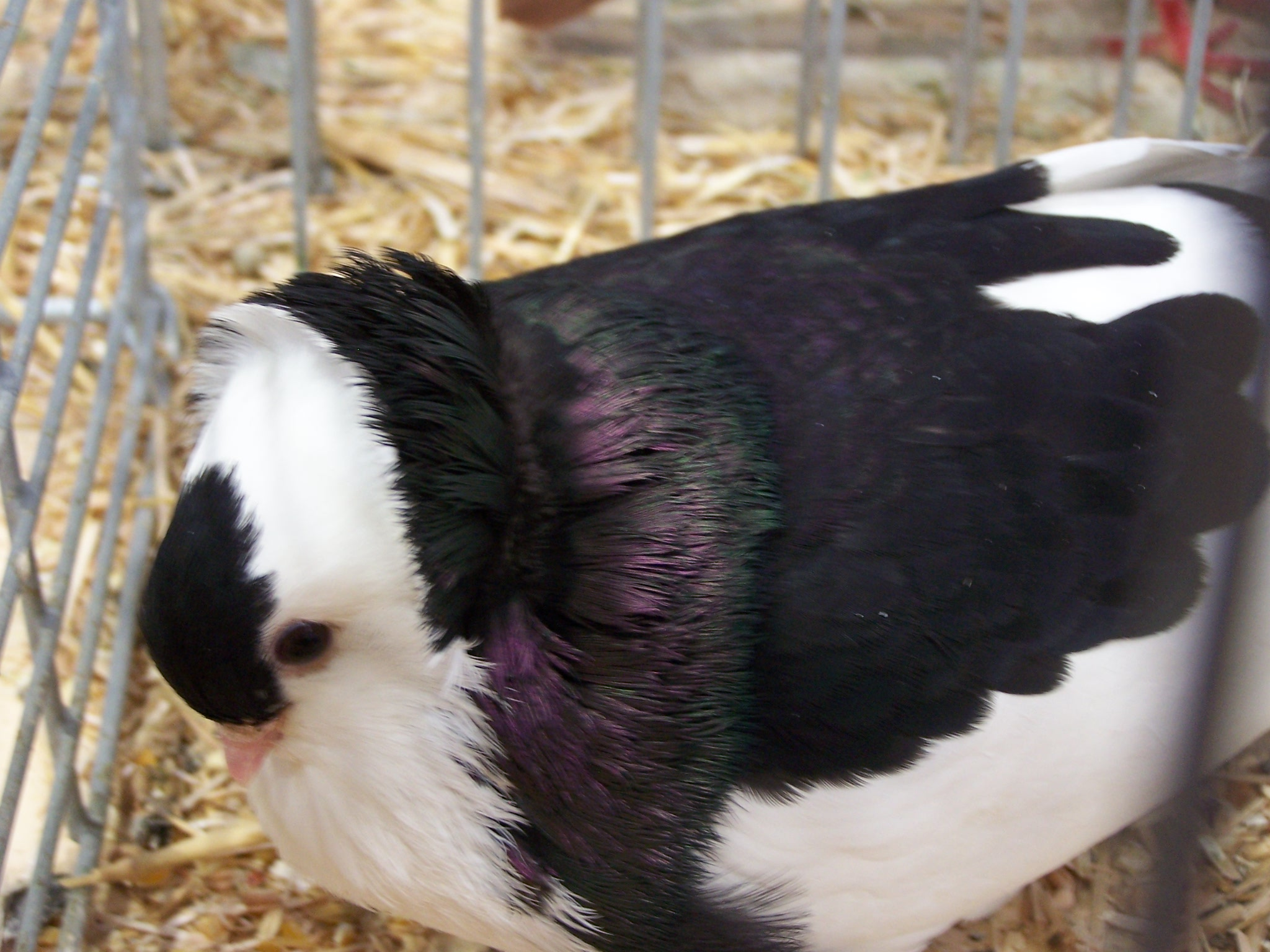
Felegyhazer zwart geëksterd

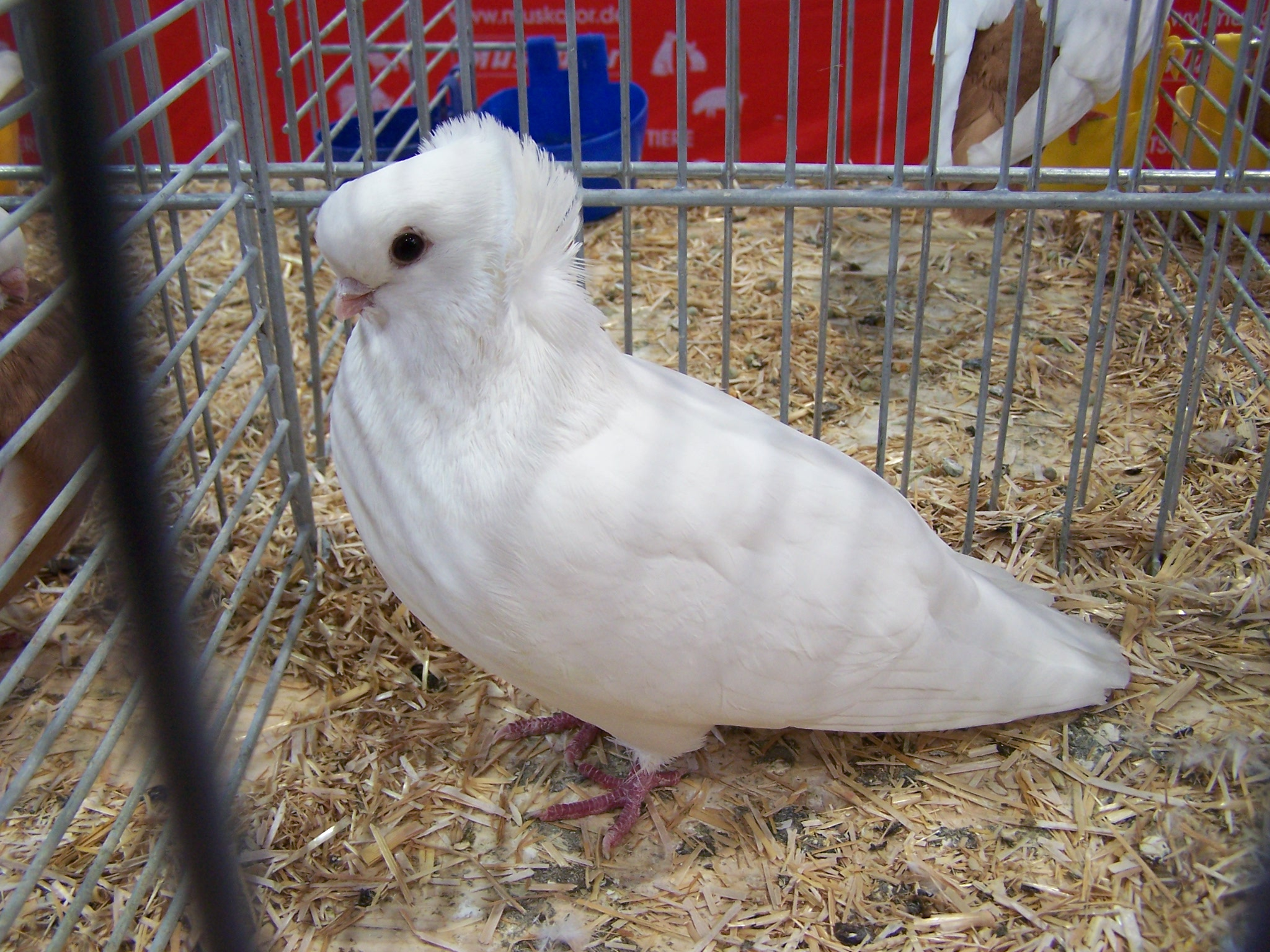
Felegyhazer tuimelaar wit

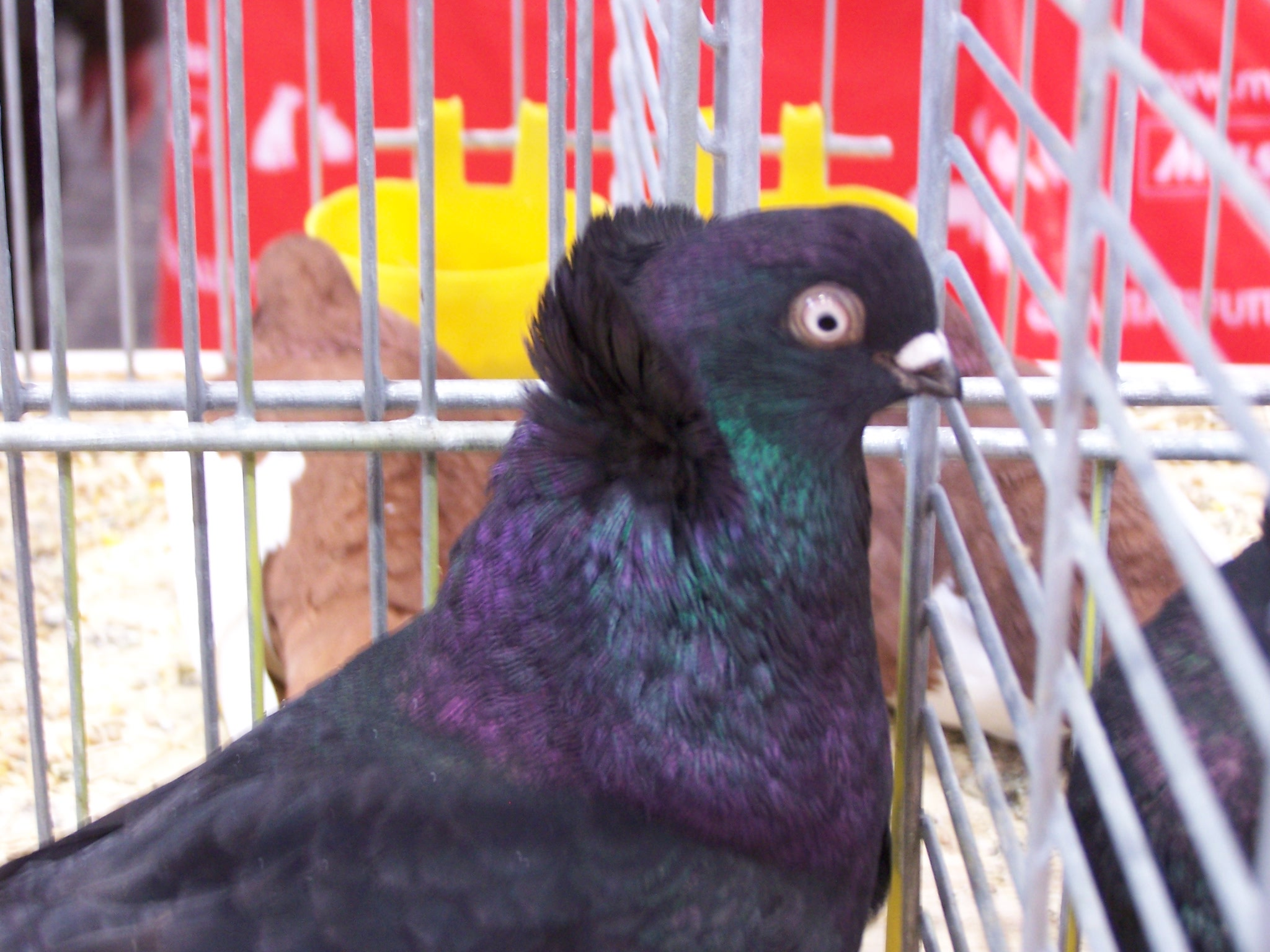
Felegyhazer tuimelaar zwart

De felegyhazer tuimelaar (Hongaars: (kiskun)félegyházi keringő) is een duivenras dat nog maar door enkele sierduivenfokkers in Nederland gefokt wordt. Deze duif is ingedeeld bij de sierduiven (gedomesticeerde duiven) in de groep tuimelaarrassen. Hij stamt af van de rotsduif (Columba livia). Het is een kleine tot middelgrote duif die gemakkelijk broedt en jongen grootbrengt. De naam tuimelaar heeft deze duif gekregen om zijn bijzondere manier van vliegen. In de lucht gooien zij hun hoofd in de nek, waardoor ze als het ware om tuimelen. Tegenwoordig is deze eigenschap enigszins weggefokt, omdat de duiven eigenlijk steeds minder de ruimte krijgen om los te kunnen vliegen. Deze sierduif wordt gefokt met als doel ze tentoon te stellen op kleindiertentoonstellingen.
De eerste felegyhazers zijn rond 1870 ontstaan uit kruisingen met onder andere de oud Hongaarse ekster tuimelaar en een lokaal ras genaamd topolyai.
In Duitsland en in het land van oorsprong Hongarije, komen ze op kleindiertentoonstellingen in grotere aantallen voor dan in Nederland. Op dit moment zijn er enkele fokkers in Groot-Brittannië die deze duif fokken, maar helaas tot op heden zonder succes, in die zin dat er nog niet veel zijn die aan de standaardbeschrijving voldoen. De Engelsen hebben inmiddels wel goede duiven uit Nederland en Duitsland, dus verbetering kan worden verwacht.
Volgens onderstaande standaardomschrijving bestaan er 2 soorten kleurslagen, namelijk de kleurslag geëksterd en eenkleurig. De eenkleurige variant kwam tot november 2009 alleen nog in Hongarije voor in de kleuren zwart, wit, rood en blauw. Het bewijs daarvan was te zien op de Europa show in Leipzig 2006 en Nitra 2009. Op dit moment zijn er 2 koppels witte felegyhazer bij een fokker in het Gelderse Vorden.

## Standaardbeschrijving voor de felegyhazer tuimelaar
- Oorsprong: De stad Kiskunfélegyháza in Zuid-Hongarije.
- Type: Breed, kort, krachtig.
- Stand: Niet te hoog, bijna horizontaal.
- Kop: Gerond, breed voorhoofd, met dichte, boven de kop uitstekende schelpkap met aan weerszijden goed ontwikkelde rozetten.
- Ogen: De oogkleur van de geëksterden en de eenkleurig witten is donker. De eenkleurig zwarten, -roden en -gelen hebben een pareloog. De oogranden zijn smal, bleek tot iets roodachtig.
- Snavel: Krap middellang en krachtig aan de basis; een stompe hoek met het voorhoofd vormend; vleeskleurig.
- Neusdoppen: Weinig ontwikkeld, glad.
- Keel: Goed uitgesneden.
- Hals: Kort, naar verhouding dik.
- Borst: Breed, goed gerond, naar voren gedragen.
- Rug: Breed in de schouders, naar achteren versmallend, slechts weinig afhellend.
- Vleugels: Gespierd, vleugeldracht normaal.
- Staart: Gesloten, niet te lang, staartdracht normaal.
- Benen: Kort, nagels blank.
- Bevedering: Breed, rijk ontwikkeld, goed aanliggend.
- Ringmaat: 7 mm.
- Kleurslagen: (Hongaarse benaming) Geëksterd (szívhátú): zwart (feketeszíves), rood (vörösszíves), geel (sárgaszíves), blauw (kékszíves) en blauwgekrast. Eenkleurig (egyszínű): zwart (fekete), rood (piros), geel (sárga), wit (fehér) en blauw zwart geband. Alle kleuren moeten intensief, glanzend en over het hele lichaam regelmatig zijn. Bij de blauwen is een nuance verschil toegestaan in de nek en op de borst. Het uiteinde van de staart draagt een donkere band.
- Tekening: De basiskleur van de geëksterden is wit. De kop, met uitzondering van een vlek op het voorhoofd (snip), de voorzijde van de kap, de keel tot het midden van de krop (slab), zijn wit. De borst onder de krop en de gehele benen zijn ook wit. Wit zijn ook de buik, de flanken, de rugstreek, de romp en de vleugel met uitzondering van het hart. De vlek (snip) op het voorhoofd (szárcsa), die in de snavelhoek begint en omhoog loopt langs het oog, zonder de oogring te raken, eindigt afgerond boven op de kop. De achterzijde van de kap en de achterkant van de nek en het hart zijn eveneens gekleurd. Ook gekleurd zijn de veren van de borst vanaf het midden tot de onderkant van de borst, de staart en de staart dekveren.
- Minder belangrijke fouten: Bij blauw en zwart iets kleur in de snavel. Vleeskleurige oogring. De staart niet helemaal gesloten. De scheidingslijnen van de tekening niet geheel scherp.
- Belangrijke fouten: Te groot, zeer kleine of ingedeukte snaveldoppen, een niet goed gerond of vlak voorhoofd, een smalle kop, een deuk op de schedel en een oplopend achterhoofd.  Een onderbroken niet gelijkmatig rechtopstaande en te dunne opstaande kapveren. Rode, eenrijige of ruwe oogringen. Een donkere, te lange, te veel naar beneden of voorwaarts gerichte, smalle of open snavel.

Een lange, smalle en niet verticaal gedragen nek. Een smalle weinig geronde borst of een lange en open rug. Hangende vleugels, borstveren die de vleugelboeg niet afdekken, een niet gesloten staart. Lange benen. Veren op het loopbeen of de tenen. Losse, niet glanzende of intensief gekleurde bevedering. De kap niet cirkelvormig, met onderbrekingen, laag aangezet, Naar achter of naar voren neigend. Afwezigheid van manen (pakking), of rozet.

## Volgorde van beoordeling
1. Type en stand
2. Kop
3. Kap, rozetten en snavel
4. Kleur en tekening
5. Oogkleur en oogranden.